# Islas Pearson
 Las islas Pearson (también llamadas Grupo Pearson y Archipiélago Pearson) son un grupo de islas situado en el estado australiano de Australia Meridional a unos 65 kilómetros hasta 72 kilómetros al oesudoeste del cabo Finniss en la costa occidental de la Península de Eyre, dentro del grupo de islas más grande, el Grupo  Investigador. El grupo fue descubierto y nombrado por Matthew Flinders el 13 de febrero de 1802. El grupo tiene cuatro miembros: la isla Pearson, un par de islas conocidas como las islas Veteranas y la isla Dorothee. El grupo de islas ha disfrutado del estatus de área protegida desde 1916 y desde 2011 forma parte del Área de Protección de la Naturaleza Grupo  Investigador. El grupo de islas es notable por ser un lugar de investigación científica. 

## Descripción

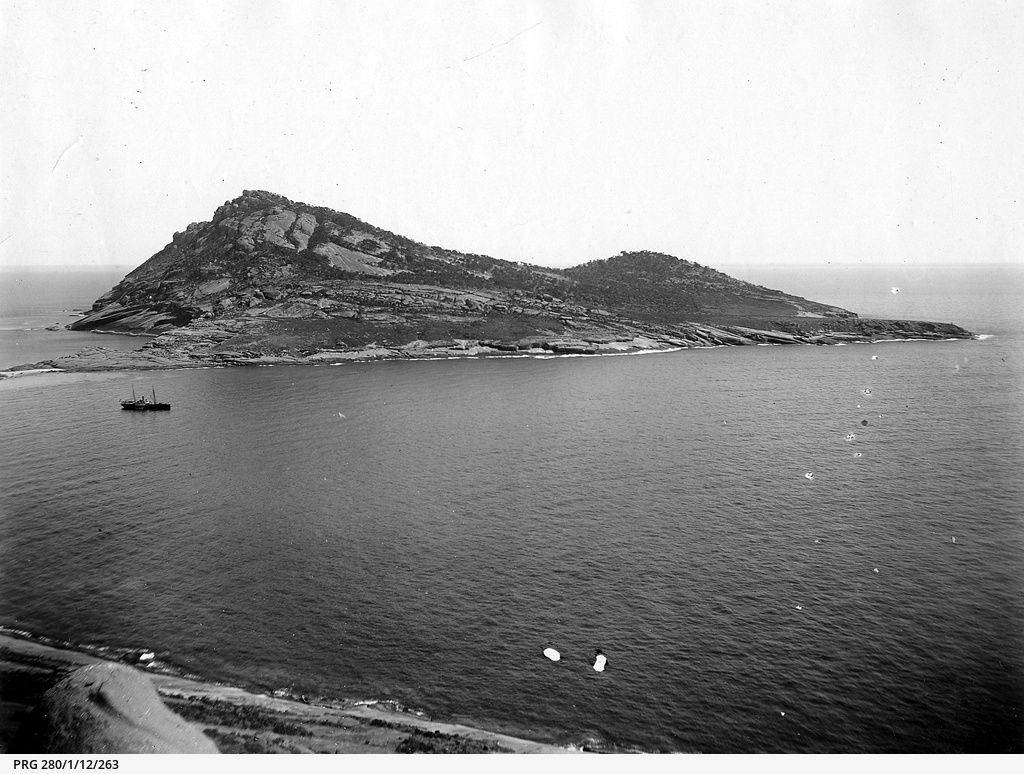
Una vista lejana de las Islas Pearson en la costa oeste de la península de Eyre

### Generalmente
Las islas Pearson son un grupo de islas situadas en aguas a entre 65 kilómetros y 72 kilómetros al suroeste del Cabo Finniss, en la costa occidental de la Península de Eyre, en Australia meridional. El  grupo está formado por las siguientes islas en orden de distancia creciente de la costa continental australiana: Isla Pearson, Islas Veteranas e Isla Dorothee. Si bien el nombre oficial es Islas Pearson, el grupo también se conoce en algunas fuentes como el "Grupo Pearson" y el "Archipiélago Pearson".

### Isla de Pearson
La isla Pearson está situada a unos 63 kilómetros al suroeste desde el oeste del Cabo Finniss y a unos 25 kilómetros al suroeste de la isla Flinders. Consiste en una masa de tierra con dos picos relativamente pequeños que se elevan del mar en un arco que se extiende hacia el sudeste a través de un cordón litoral de roca conectado a su punto más meridional. El arco encierra una bahía y una playa que están protegidas de las inclemencias del tiempo tanto del oeste como del sur y que pueden utilizarse respectivamente como fondeadero y como punto de desembarque. Las tres partes de la isla se denominan informalmente en una sola fuente, respectivamente, "sección norte", "sección media" y "sección sur". La isla tiene una superficie de 213 hectáreas. Su punto más alto es un alto denominado "Colina 781", con una altura de 238 metros sobre el nivel del mar. La "Colina 781" y otras dos colinas, la "Colina Norte" y la "Colina Este", que tienen una altura superior a 200 metros, se encuentran en la "sección norte", mientras que el punto más alto del resto de la isla es la "Colina Sur" en la "sección sur", con una altura de 115 metros.

### Islas Veteranas
Las islas Veteranas son un par de picos situados a aproximadamente 1 kilómetro al sur de la isla Pearson y a unos 0,5 kilómetros de distancia. La isla norte se eleva a una altitud de 82 metros sobre el nivel del mar, mientras que la isla sur alcanza una altura de 25-26 metros. Una fuente informa de una superficie combinada de 14 hectáreas para ambas islas. La isla septentrional "conserva bolsas de suelo granítico" en los que se encuentran arbustos en sus niveles superiores, mientras que la isla meridional está desnuda de suelo y, por lo tanto, de vegetación debido a la acción de las olas. A partir de 1996, se sugirió que el acceso por barco era "peligroso" debido a la combinación de una costa escarpada y unas condiciones del mar que deben ser tranquilas.

### Isla Dorothee
La isla Dorothee, que está situada a unos 4 kilómetros al sur de la isla Pearson, tiene una superficie de unas 56 hectáreas. La isla ha sufrido una amplia erosión, lo que ha dado lugar a que una gran grieta la corte en dirección este-oeste, formando un par de picos. El lado norte alcanza una altura de 140 metros mientras que el lado sur alcanza una altura de 102 metros. En la parte superior de ambos picos cada uno "conserva algunas bolsas de suelo, predominantemente grueso y granítico pero con pequeños parches de marga arenosa calcárea". En 1996 se informó de que la costa oriental de la isla ofrecía "suficiente refugio para permitir un desembarco cauteloso en todos los casos, salvo en los de oleaje severo".

## Formación, geología y oceanografía.
Las Islas Pearson se formaron hace unos 10.500 años después del aumento del nivel del mar al comienzo del Holoceno. Los cuatro miembros de las Islas Pearson son los picos de un inselberg que queda después de su ocultamiento gradual por el aumento del nivel del mar. El inselberg está compuesto por granito como roca del zócalo que pertenece a un grupo de rocas asociado con un evento conocido como suite Hiltaba, que es una serie de eventos volcánicos que ocurrieron hace aproximadamente 1,590 millones de años dentro del área ahora cubierta en parte por el oeste de la península de Eyre, el interior adyacente del continente australiano y la parte de la Gran Bahía Australiana inmediatamente contigua a la costa occidental de la península de Eyre. Los accidentes geográficos en cada una de las islas están dominados, en primer lugar, por la roca de granito y en segundo lugar por la roca y los procesos erosivos asociados con el medio marino. Las aguas que rodean las islas Pearson caen a profundidades superiores a los 50 metros dentro de los 500 metros de la costa de la isla Pearson y en los lados sur y oeste de la isla Dorothee.

## Historia

### Descubrimiento y uso europeo

#### Descubrimiento europeo
Flinders descubrió y dio nombre al grupo de islas el sábado 13 de febrero de 1802. El mismo día, Flinders también lo nombró como una de las partes constituyentes del Grupo Investigador. Flinders describió el grupo de islas de la siguiente manera: 
 Al sudoeste, distinguí varias islas pequeñas, de las cuales la más septentrional y la más grande es notable por sus dos picos altos y puntiagudos, que se encuentran en la latitud 33 ° 57 ' y longitud 134 ° 13'. Este grupo, como parecía ser, recibió el nombre de las islas Pearson; pero es posible que lo que parecía dividirse a la distancia en varias formas pudiera formar dos o tres islas más grandes, o incluso ser una tierra conectada. 

#### Uso agrícola y otros usos económicos
La isla Pearson fue utilizada brevemente para el pastoreo de ovejas en el siglo XIX por Anton Schlink, que había arrendado la cercana isla Flinders con el mismo propósito, con resultados infructuosos debido a la "naturaleza desfavorable, rocosa y seca" de la isla y a las dificultades para la gestión de las poblaciones. Las aguas que rodean el grupo de islas se han utilizado para la pesca comercial, la pesca recreativa y el buceo recreativo.

#### Investigación científica
Las Islas Pearson, con especial énfasis en la Isla Pearson, han sido objeto de interés científico desde principios del siglo XX en lo que respecta a su geología, su ecología y su flora y fauna terrestre y marina. Las islas son un destino atractivo para los científicos debido a su relativa lejanía, el impacto humano relativamente bajo y la ausencia de plagas introducidas.

#### Ayuda a la navegación
En la sección media de la Isla Pearson se encuentra desde 1968 una ayuda a la navegación. Consiste en una torre de 2 m  de altura con un grupo de luces intermitentes colocadas a una altitud de 79 metros sobre el nivel del mar.

## Estatus de áreas protegidas
Las isla Pearson recibieron por primera vez la condición de zona protegida el 27 de julio de 1916, como parte de un distrito de protección de aves declarado en virtud de la Ley de protección de aves de 1900 y la Ley de protección de animales de 1912, para proteger al ualabí de las rocas de patas negras
Las Islas Pearson fueron proclamadas posteriormente como parte de una reserva de fauna declarada en virtud de la Ley de Conservación de la Fauna de 1964, ya sea el 1.º de septiembre de 1966 o el 16 de marzo de 1967. El grupo pasó a formar parte del Parque de Conservación del Grupo Investigador, proclamado en 1972 en virtud de la Ley de parques nacionales y vida silvestre de 1972 para "proteger la delicada ecología de la isla y las zonas de descanso de leones marinos australianos y lobos marinos de Nueva Zelandia". El 25 de agosto de 2011, la isla y el resto de las Islas Pearson fueron eliminadas del Grupo de Investigación de Conservación
Desde 2012, las aguas adyacentes a la Isla Pearson forman parte de una zona de santuario en el Parque Marino del Investigador.

## Citas y referencias

### Citas
1. 1 2  DMH, 1985, chart 38
2. ↑  «Search for feature SA0054077 (Pearson Isles (SA))». Land Services Group, Department of Planning, Transport and Infrastructure. Archivado desde el original el 12 de octubre de 2016. Consultado el 3 de abril de 2015.
3. ↑  Robinson et al, 1996, page 195
4. ↑  RSSA, 1971, page 124
5. ↑  Robinson et al, 1996, page 31
6. 1 2 3  Robinson et al, 1996, page 200
7. 1 2 3  RAN, 1979
8. ↑  Robinson et al, 1996, page 201
9. ↑  Robinson et al, 1996, Page 11
10. ↑  Chalmers, 2008, pages 74-80
11. ↑  Robinson et al, 1996, pages 195-196
12. ↑  RSSA, 1971, page 123
13. ↑  Baker (Part 2), 2004, page 59
14. ↑  Flinders, 1814 (1966), page 223
15. ↑  Baker (Part 2), 2004, page 69
16. ↑  Baker (Part 3), 2004, Page 51
17. ↑  Robinson et al, 1996, page 129
18. ↑  Australian Lighthouses, 2015
19. ↑  DEH, 2006, page 38
20. ↑  BIA, 2005, page 220
21. ↑  WAC, 2013, page 16
22. ↑  Robinson et al, 1996, page 138
23. ↑  DEH, 2006, page 6
24. ↑  WAC, 2013, pages 16-17
25. ↑  DEWNR, 2012, page 22 of 26